# Девети конгрес СК Босне и Херцеговине
Десети конгрес Савеза комуниста Босне и Херцеговине одржан је од 19. до 21. маја 1986. у великој дворани Културно-спортског центра Скендерија у Сарајеву. Конгресу је присуствовало 1.020 делегата.
Конгрес је отворио Мато Андрић председник Председништва ЦК СК Босне и Херцеговине, који је подено уводни реферат. Потом је делегате Конгреса у име Централног комитета СКЈ поздравио Али Шукрија, Председништва ЦК СКЈ.
Даљи рад конгрес је наставио у шест комисија — Комисија за развој самоуправљања и друштвено-економских односа (уводно излагање Станко Томић); Комисија за јачање јединства, одговорности и акционе способности Савеза комуниста за остваривање водеће идејно-политичке улоге (Шабан Кеврић); Комисија за идејно-политичке задатке Савеза комуниста у решавању проблема запошљавања (Алија Исаковић); Комисија Савеза комуниста у борби за даљи развој социјалистичких самоуправних односа у пољопривреди и на селу (Драшко Поповић); Комисија за „Резолуцију даљи социјалистички самоуправни преображај образовања и васпитања, културе и физичке културе и задаци Савеза комуниста” (Михајло Ђоновић) и Комисија за „Резолуцију задаци Савеза комуниста Босне и Херцеговине на развијању и унапређивању политичког система социјалистичког самоуправљања и независне спољне политике” (Милан Шкоро).
Последњег дана рада, Конгрес је усвојио извештај о раду Централног комитета СК Босне и Херцеговине између Осмог и Деветог конгреса, као и извештаје о раду Статутарне и Надзорне комисије. Усвојено је пет конгресних резолуција — Задаци у јачању јединства, одговорности и акционе способности Савеза комуниста Босне и Херцеговине за остваривање водеће идејно-политичке улоге, Савез комуниста у борби за даљи развој социјалистичких самоуправних друштвено-економских односа, материјални и друштвени развој и научно-технолошки прогрес; Резолуција о задацима Савеза комуниста Босне и Херцеговине на остваривању и развијању политичког система социјалистичког самоуправљања; Резолуција за даљи социјалистички самоуправни преображај образовања и васпитања, културе и физичке културе и задаци Савеза комуниста Босне и Херцеговине и Резолуција о идејно-политичким задацима Савеза комуниста Босне и Херцеговине у решавању проблема запошљавања.
Изабран је нови Централни комитет СК Босне и Херцеговине од 133 чланова, Комисија за статутарна питања и Надзорна комисија. Као и кандидати за органе Савеза комуниста Југославије — Централни комитет СКЈ, Статутарну и Надзорну комисију. На првој седници Централног комитета за председника Председништва ЦК СК БиХ изабран је Милан Узелац, који је ову функцију вршио у два једногодишња мандата (1986—1988), а након њега у по једном једногодишњем мандату — Абдулах Мутапчић (1988—1989) и Нијаз Дураковић (1989). Функцију секретара Председништва ЦК СК БиХ, у по једном двогодишњем мандату, вршили су Шабан Кеврић (1986—1988) и Иван Цвитковић (1988—1989).

## Централни комитет
Чланови Централног комитета Савеза комуниста Босне и Херцеговине изабрани на Деветом конгресу СК Босне и Херцеговине 21. маја 1986. године:
1. Фикрет Абдић
2. Смајо Алагић
3. Шабан Аличковић
4. Тончо Барбарић
5. Фикрета Батоловић
6. Смајо Бешлија
7. Мујо Бибић
8. Богосав Благојевић
9. Берислав Блажевић
10. Богић Богићевић
11. Вахида Боровина
12. Јерко Брадвица
13. Изет Брковић
14. Осман Бубић
15. Анђелко Васић
16. Васо Гачић
17. Ристо Гајић
18. Бахрија Гарић
19. Марија Главаш
20. Енес Готовуша
21. Есад Грахић
22. Бећир Гранов
23. Расић Грбић
24. Зденко Гребо
25. Живко Грубор
26. Ненад Гузина
27. Милан Даљевић
28. Милош Дејановић
29. Керим Диздар
30. Влатко Долечек
31. Војко Дујаковић
32. Сеид Дуповац
33. Нијаз Дураковић
34. Драго Ђаковић
35. Сафет Ђипа
36. Даринка Ђурашковић
37. Марина Ђураш
38. Емина Заимовић
39. Душко Згоњанин
40. Светозар Зимоњић
41. Антон Зрнић
42. Драган Зубовић
43. Алија Исаковић
44. Емира Исламовић
45. Љубиша Јакшић
46. Кажимир Јелчић
47. Маја Јерковић
48. Видосав Јевђенић
49. Ристо Јвановић
50. Власта Јоксимовић
51. Хусеин Кахвић
52. Петар Карловић
53. Нада Кесић
54. Шабан Кеврић
55. Горан Косорић
56. Ферхад Которић
57. Фрањо Кожул
58. Драган Крагуљ
59. Алија Латић
60. Јосип Ловреновић
61. Недељко Магазин
62. Сеид Маглајлија
63. Милан Малбашић
64. Зора Маловић Шолаја
65. Душанка Маљукан
66. Бранко Мандић
67. Недељко Мандић
68. Анђелко Марковић
69. Пејо Марошевић
70. Јурај Мартиновић
71. Јово Медан
72. Десимир Међовић
73. Изет Мехинагић
74. Милан Миличевић
75. Смиљка Милојевић
76. Стево Мирјанић
77. Миленка Михић
78. Ивца Мишић
79. Хасан Мишић
80. Осман Мујезиновић
81. Мујо Мујкић
82. Беко Мурселовић
83. Абдулах Мутапчић
84. Фуад Мухић
85. Недељко Новаковић
86. Младен Ољача
87. Гојко Остојић
88. Мухамед Пашалић
89. Јованка Плазачић
90. Славица Пљевчевић
91. Љиљана Пољак
92. Драшко Поповић
93. Рафаел Приморац
94. Ана Раић
95. Мирослав Радојчић
96. Мићо Ракић
97. Халил Раковац
98. Кемал Рамић
99. Едина Решидовић
100. Чедомир Роквић
101. Јосип Рубин
102. Адем Салкичевић
103. Невенка Селимовић
104. Крсто Стјепановић
105. Дервиш Сушић
106. Мевад Ташић
107. Миомира Таушан
108. Матко Топаловић
109. Исмет Траванчић
110. Разија Ћуровић
111. Гојко Убипарип
112. Зоран Удовчић
113. Милан Узелац
114. Никола Филиповић
115. Сенада Фрљак
116. Крешимир Фучец
117. Зехра Халиловић
118. Адем Ханџић
119. Кемал Хањалић
120. Есад Хорозић
121. Џевад Хозо
122. Борис Хрњкаш
123. Иван Цвитковић
124. Авдо Чампара
125. Елида Чаушевић
126. Саво Чечур
127. Мухамед Чубро
128. Перо Чук
129. Момо Шеварика
130. Шима Шимунац
131. Хатиџа Шишић
132. Милан Шкоро
133. Мирјана Штојс Карачевић

## Председништво ЦК
Чланови Председништва Централног комитета Савеза комуниста Босне и Херцеговине изабрани на првој седници Централног комитета одржаној 21. маја 1986. године:
1. Јерко Брадвица
2. Живко Грубор
3. Ненад Гузина
4. Нијаз Дураковић
5. Алија Исаковић
6. Шабан Кеврић
7. Сеид Маглајлија
8. Недељко Мандић
9. Смиљка Милојевић
10. Абдулах Мутапчић
11. Милан Узелац
12. Иван Цвитковић
13. Милан Шкоро